# 马岛鹑
，是鸡形目雉科的一种鸟类，属于单型的马岛鹑属（学名：Margaroperdix）。

## 特征
马岛鹑体重约245克，翼长约12.12厘米，喙宽度约8.8毫米，喙厚度约8.9毫米，嘴峰长约21.8毫米，跗蹠长约31.3毫米，尾长约60.8毫米。
马岛鹑是留鸟，栖息在森林，它们是植食性动物。它们分布在马达加斯加；引进留尼汪岛。